# Exocentrus fuscovittatus
Exocentrus fuscovittatus là một loài bọ cánh cứng trong họ Cerambycidae.